# Moustapha Cissé
Moustapha Elhadji Cissé (Conakry, 14 september 2003) is een Guinees voetballer die sinds 2022 uitkomt voor Atalanta Bergamo.

## Carrière
Cissé verhuisde als vluchteling en wees naar Italië. In 2019 werd hij gescout door ASD Rinascita Refugees, een team bestaande uit vluchtelingen en asielzoekers in Lecce dat uitkwam op het achtste niveau. Op 23 februari 2022 sloot hij zich aan bij Atalanta Bergamo. Op 27 februari 2022 maakte hij zijn officiële debuut bij de U19 van de club: in de Primavera 1 kreeg hij een basisplaats tegen AC Milan. Cissé scoorde meteen tweemaal in de 1-3-zege van Atalanta Bergamo. In zijn derde wedstrijd scoorde hij het enige doelpunt van de wedstrijd tegen SSC Napoli, waardoor zijn teller na drie wedstrijden op drie goals stond. 
Op 20 maart 2022 liet Gian Piero Gasperini hem debuteren in het eerste elftal van Atalanta Bergamo. In de Serie A-wedstrijd tegen Bologna FC 1909 viel hij in de 65e minuut in voor Luis Muriel. In de 82e minuut scoorde hij het enige doelpunt van de wedstrijd. Later dat seizoen mocht hij ook nog kort invallen in de competitiewedstrijden tegen SSC Napoli (speeldag 31) en Venezia FC (speeldag 34).
2 Tolói  ·
3 Kossounou ·
4 Hien ·
5 Godfrey ·
6 Sulemana ·
7 Cuadrado ·
8 Pašalić ·
9 Scamacca ·
11 Lookman ·
13 Éderson ·
15 De Roon ·
16 Bellanova ·
17 De Ketelaere ·
19 Djimsiti ·
22 Ruggeri ·
23 Kolašinac ·
24 Samardžić ·
28 Patrício ·
29 Carnesecchi ·
31 Rossi ·
32 Retegui ·
42 Scalvini ·
44 Brescianini ·
77 Zappacosta ·
93 Soppy ·
Coach: Gasperini